# Janolus savinkini
Janolus savinkini is een slakkensoort uit de familie van de Janolidae. De wetenschappelijke naam van de soort werd in 2012 gepubliceerd door Martynov & Korshunova.